# 24608 Alexveselkov
24608 Alexveselkov (1977 SL) là một tiểu hành tinh vành đai chính được phát hiện ngày 18 tháng 9 năm 1977 bởi N. S. Chernykh ở Đài vật lý thiên văn Crimean.